# Naruto – The Movie: Geheimmission im Land des ewigen Schnees
Naruto – The Movie: Geheimmission im Land des ewigen Schnees (japanisch 劇場版 NARUTO -ナルト- 大活劇! 雪姫忍法帖だってばよ!!, Gekijōban Naruto: Daikatsugeki! Yuki-hime Shinobu Hōjō Dattebayo!!) ist der erste Kinofilm zur Manga- und Animeserie Naruto aus dem Jahr 2004.

## Inhalt
Naruto, Sasuke, Sakura und Kakashi haben eine neue Mission bekommen, sie müssen in das Land des Schnees reisen. Dort muss das Team während den Dreharbeiten für einen neuen Film die Prinzessin Koyuki, die auch zugleich die Schauspielerin Yukie Fujikaze ist, beschützen. Weil der Herrscher Sosetsu Kazahana den Thron für ihre Tochter Koyuki bestimmt hat, will Sosetsus jüngerer Bruder Doto das Dorf erobern.

## Produktion
Der Film entstand bei Studio Pierrot unter der Regie von Tensai Okamura. Das Drehbuch schrieb Katsuyuki Sumisawa. Das Charakterdesign entwarf Tetsuya Nishio. Die Musik komponierte Toshio Masuda.

## Veröffentlichung
Der Film kam am 21. August 2004 in den japanischen Kinos. In Deutschland kam zuerst eine geschnittene Fernsehausstrahlung im Oktober 2009 bei RTL II, später wurde der Film auf DVD am 15. Oktober 2010 zusammen mit der Naruto-OVA Die Geheimmission: Rettet das Dorf Takigakure bei Universum Anime veröffentlicht. Ein zweibändiger Anime-Comic zum Film erschien im Juli und Oktober 2014 bei Carlsen Manga auf Deutsch.

## Synchronisation
| Rollenname                       | Japanischer Sprecher (Seiyū) | Deutscher Sprecher   |
| -------------------------------- | ---------------------------- | -------------------- |
| Naruto Uzumaki                   | Junko Takeuchi               | Tobias Pippig        |
| Kakashi Hatake                   | Kazuhiko Inoue               | Martin May           |
| Sakura Haruno                    | Chie Nakamura                | Katharina von Keller |
| Sasuke Uchiha                    | Noriaki Sugiyama             | Jannik Endemann      |
| Regisseur Makino                 | Chikao Ōtsuka                | Wolf Frass           |
| Sōsetsu Kazahana                 | Hidehiko Ishizuka            | -                    |
| Dotō Kazahana                    | Tsutomu Isobe                | -                    |
| Koyuki Kazahana / Yukie Fujikaze | Yūko Kaida                   | -                    |